# بطولة كرة القدم الألمانية 1932
بطولة كرة القدم الألمانية 1932 هو الموسم 25 من بطولة كرة القدم الألمانية ‏. أقيم خلال الفترة 8 مايو 1932 وحتى 12 يونيو 1932، وأشرف على تنظيمه اتحاد ألمانيا لكرة القدم، وكان عدد الأندية المشاركة فيه 16، وفاز فيه بايرن ميونخ.